# 標茶町有バス
標茶町有バス（しべちゃちょうゆうバス）とは、北海道釧路管内の川上郡標茶町が運営する自治体バス（廃止代替バス）である。

## 概要
標茶町内の公共交通機関は、釧網本線と標津線の鉄道路線のほかに、標茶町営軌道の軌道路線、東邦交通、阿寒バス、国鉄バス のバス路線が運行されていたが、沿線人口の過疎化やモータリゼーション化の影響もあった上、標茶町営軌道が北海道からの補助打ち切りによる経営難から廃止されたため、釧網本線を除いて公共交通機関路線が無くなることとなった。これを受け、町民の移動手段確保を目的に、いわゆる80条バスとして町自ら運行するものである。
現在町に乗り入れる民間事業者の路線はいずれも阿寒バスで、標津線廃止代替の標茶標津線（標茶 - 多和 - 標津）のみが町中心部まで乗り入れる。他市町村を結ぶ路線が郊外域を通過するものは、阿歴内地区などを通る釧羅線・釧標線（釧路 - 標津 - 羅臼）があり、沼幌地区や御卒別地区などを通っていた釧弟線（釧路 - 鶴居 - 弟子屈）は、沿線市町村が運行委託を廃止したことに伴い2006年（平成18年）4月30日限りで廃止された。

### 年表
- 1971年（昭和46年）8月16日 - オソベツ線運行開始。
- 1972年（昭和47年）5月 - 沼幌線運行開始。
- 1973年（昭和48年）4月 - 阿歴内線運行開始。車庫を建設。
- 1993年（平成5年）4月1日 - 磯分内線、茶安別線、虹別線運行開始。

## 路線
※2016年（平成28年）9月現在。標茶市街は、役場前を起終点に町立病院（一部）と標茶町バスターミナル（標茶駅前）を経由して運行される。
オソベツ線 37.6 km
- 標茶 - 厚生集会所前 - 中御卒別学校前 - 上御卒別三叉路 - 上御卒別学校前 - 上御卒別8線 - 武田前

1955年（昭和30年）5月1日に部分開通、1958年（昭和33年）12月15日に全線開通した標茶町営軌道標茶線の廃止代替路線である。1971年（昭和46年）7月31日に廃止され、同年8月16日の廃線式と同時に町有バス出発式も挙行された。
沼幌線 52.9 km
- 標茶 - 下御卒別 - 沼幌三叉路 - 新久著呂入口 - 上沼幌集会所前 - 下久著呂 - 沼幌三叉路

1966年（昭和41年）10月に開通した標茶町営軌道標茶線沼幌支線の廃止代替路線である。1970年（昭和45年）11月の休止後、町有バス運行開始までは北海道道284号弟子屈鶴居釧路線 沿線を除いて交通機関が無い状態となっていた。
阿歴内線 83.7 km
- 標茶 - 五十石駅前 - 塘路 - 南阿歴内 - 東阿歴内十字路 - 町界 - 雷別三叉路 - 上茶安別 - 標茶
  - 循環。便により塘路先回りまたは雷別先回りとなる。

1938年（昭和13年）7月28日に標茶町営軌道阿歴内線が開通したが、昭和30年代に入り周辺道路整備により徐々に使われなくなっていた。1960年（昭和35年）に開設された東邦交通 阿歴内線の廃止代替路線である。1970年（昭和45年）の廃止後、町有バス運行開始までは国道272号沿線を除いて交通機関が無い状態となっていた。東邦交通 は塘路経由釧路発着で運行されていた。
磯分内線 37.1 km
- 標茶 - 栄 - 川向三叉路 - 美幌 - 多和平入口 - 駅前十字路 - 二本松 - 栄 - 標茶

1959年（昭和34年）11月14日に東邦交通 が釧路 - 標茶 - 弟子屈を開設。その後阿寒バスに移管され、標茶 - 弟子屈間の標茶線の廃止代替路線である。1988年（昭和63年）の廃止後はスクールバス混乗方式を採っていたが、1993年（平成5年）より町有バス化されている。
茶安別線 33.1 km
- 標茶 - 上茶安別 - 公民館前（ - 共和 - 下茶安別 - ）
  - 標茶発着循環。便により共和先回りまたは下茶安別先回りとなる。

1953年（昭和28年）11月28日に開設された国鉄バス 厚岸線の廃止代替路線である。国鉄バス 運行時の概要は、北海道旅客鉄道厚岸自動車営業所を参照。
虹別線 56.2 km
- 標茶 - 多和集会所 - 風連口 - 村田山 - 第一開拓口（ - 中虹別 - 虹別 - ）
  - 標茶発着循環。便により中虹別先回りまたは虹別先回りとなる。

1953年（昭和28年）2月20日に開設された国鉄バス 釧根線の廃止代替路線である。国鉄バス 運行時の概要は、北海道旅客鉄道厚岸自動車営業所を参照。
阿寒バス標茶標津線の標茶町域となる標茶 - 風連口間で重複している。町は標茶標津線に対して路線維持補助金を供出しており二重経費との見方もあることから、今後財政負担がかからないよう検討が行われる。1996年（平成8年）には阿寒バス釧羅線・釧標線の標茶・虹別・計根別経由が開設され全区間で重複していたが、現在は廃止されている。